# رالی مونت کارلو ۲۰۱۵
رالی مونت کارلو ۲۰۱۵ (به‌طور رسمی با نام ۸۳امین رالی اتومبیلرانی مونت کارلو شناخته می‌شود) یک رویداد اتومبیل رانی برای خودروهای رالی بود که طی چهار روز بین ۲۲ و ۲۵ ژانویه ۲۰۱۵ برگزار شد. این رویداد هشتاد و سومین دوره مسابقات رالی مونت کارلو بود و به عنوان اولین مرحله از فصل مسابقات رالی قهرمانی جهان ۲۰۱۵ (WRC)، WRC-2، WRC-3، مسابقات جهانی رالی قهرمانی نوجوانان جهان (Junior World Rally Championship) و جام آر-جی‌تی فیا نیز محسوب می‌شد.

## فهرست ورودی
توضیحات:
- WRC کلاس برتر مسابقات است.
- WRC-2 کلاس پشتیبان مسابقات رالی قهرمانی جهان ۲ است.
- WRC-3 کلاس پشتیبان مسابقات، رالی قهرمانی جهان ۳ است.
- JWRC کلاس پشتیبان مسابقات رالی قهرمانی نوجوانان جهان است.

| شرکت کنندگان | شرکت کنندگان                   | شرکت کنندگان | شرکت کنندگان       | شرکت کنندگان     | شرکت کنندگان                | شرکت کنندگان |
| شماره.       | تیم                            | کلاس         | راننده             | نقشه‌خوان         | خودرو                       | تایر         |
| ------------ | ------------------------------ | ------------ | ------------------ | ---------------- | --------------------------- | ------------ |
| 1            | فولکس‌واگن موتوراسپرت           | WRC          | سباستین اوژیه      | Julien Ingrassia | فولکس‌واگن پولو آر دبلیوآرسی | M            |
| 2            | فولکس‌واگن موتوراسپرت           | WRC          | Jari-Matti Latvala | Miikka Anttila   | فولکس‌واگن پولو آر دبلیوآرسی | میشلن        |
| 3            | سیتروئن توتال ابوظبی دبلیو‌آر‌تی | WRC          | Kris Meeke         | Paul Nagle       | سیتروئن دی‌اس۳ دبلیوآرسی     | میشلن        |
| 4            | سیتروئن توتال ابوظبی دبلیو‌آر‌تی | WRC          | Sébastien Loeb     | Daniel Elena     | سیتروئن دی‌اس۳ دبلیوآرسی     | میشلن        |
| 5            | ام-اسپرت ال‌تی‌دی                | WRC          | الفین ایوانز       | Daniel Barritt   | فورد فیستا آراس دبلیوآرسی   | M            |